# Главані (станція)
Глава́ні — проміжна залізнична станція 5-го класу Одеської дирекції Одеської залізниці на лінії Арциз — Ізмаїл між станціями Давлет-Агач (11 км) та Аліяга (8 км). Розташована поблизу села Главані Болградського району Одеської області.

## Історія
Станція відкрита 1955 року на вже побудованій лінії Арциз — Ізмаїл у 1941 році.

## Пасажирське сполучення
На станції щоденно зупиняється єдиний нічний швидкий поїзд № 145/146 «Дунай» сполученням Київ — Ізмаїл.